# Gaius de Gaay Fortman
Wilhelm Friedrich de Gaay Fortman, detto Gaius (Amsterdam, 8 maggio 1911 – L'Aia, 20 marzo 1997), è stato un politico, funzionario e giurista olandese.

## Biografia

### Formazione e attività professionale
Tra il 1929 e il 1932, ha studiato giurisprudenza presso la Vrije Universiteit di Amsterdam (VU), dove si è laureato. Ha iniziato a lavorare nel 1934 come funzionario presso l'Ufficio delle crisi agricole del Ministero degli affari economici. Ha conseguito il dottorato in giurisprudenza presso la VU due anni dopo.
Nel 1938 è entrato a far parte del Ministero degli affari sociali e ha ricoperto una posizione presso il Dipartimento delle assicurazioni contro la disoccupazione. Fu promosso direttore del Dipartimento delle relazioni industriali nel 1945. Lasciò l'amministrazione nel 1947 per lavorare come professore universitario. Ha insegnato diritto privato e diritto del lavoro per 26 anni presso la Vrije Universiteit di Amsterdam.

### Attività politica

#### Informatore e senatore
Membro del Partito Anti-Rivoluzionario (ARP), fu chiamato dalla regina Giuliana per una missione d'informazione il 22 agosto 1956. Trascorsero più di due mesi dalle elezioni parlamentari e nessuna maggioranza emerse. Rinuncia al suo mandato dopo 25 giorni, senza trovare una soluzione, ma Willem Drees riuscirà finalmente a mantenere il potere con il sostegno dei Democratici Cristiani.
Ha corso per le elezioni senatoriali il 3 agosto 1960 ed è stato eletto alla Eerste Kamer. Appena quattro mesi dopo, il 27 dicembre, il Sovrano gli affidò una nuova missione conoscitiva dopo che il gabinetto di Jan de Quay si dimise a seguito del voto della Tweede Kamer di una mozione da parte del ARP. a cui il governo si oppose. La sua missione fu un successo e il 2 gennaio 1960 l'esecutivo torna alle sue dimissioni. Dopo le elezioni senatoriali del 29 aprile 1971, è passato alla presidenza del gruppo di senatori dell'ARP, che conta sette seggi su 75.

#### Ministro e informatore

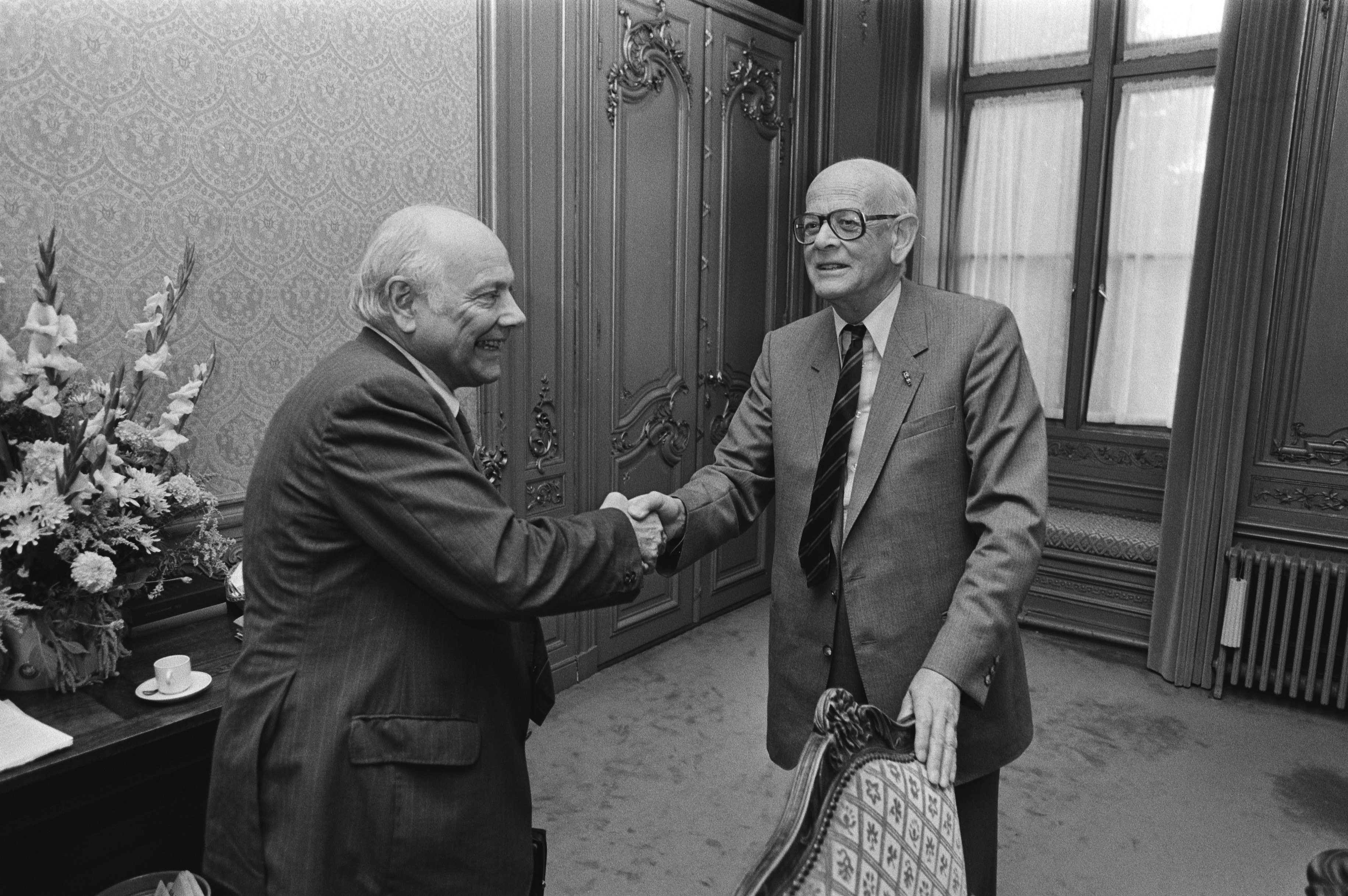
Joop den Uyl (a sinistra), leader del partito PvdA, accoglie l'informatore Wilhelm de Gaay, 27 agosto 1981.

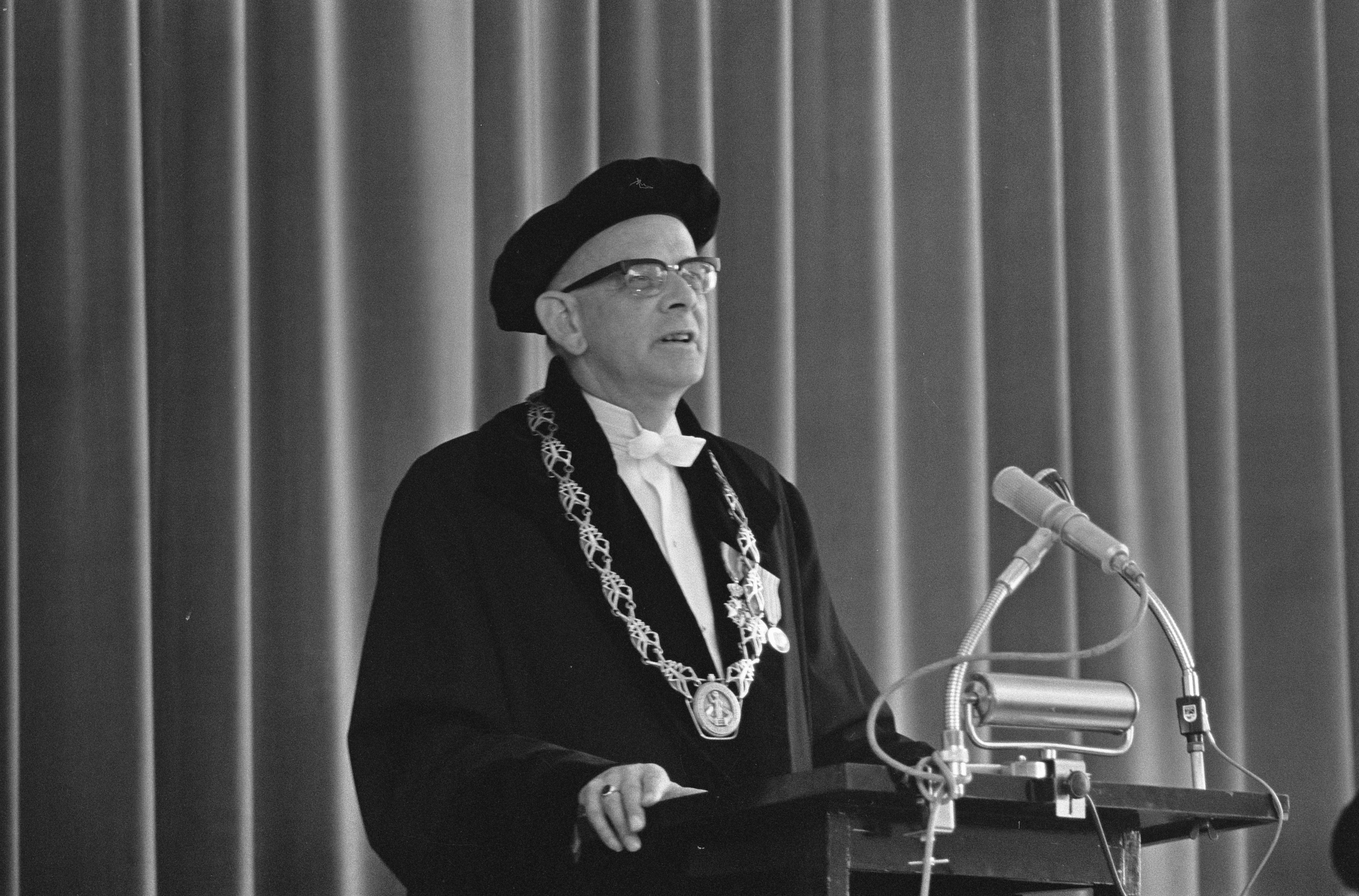
Wilhelm de Gaay, Magnifico rettore tiene un discorso (1966).

L'11 maggio 1973, Gaius de Gaay Fortman fu nominato Ministro degli affari interni e Ministro degli affari esteri di Suriname e delle Antille olandesi all'età di 62 anni nel gabinetto della coalizione del Primo ministro laburista Joop den Uyl. In questa funzione, ha supervisionato l'indipendenza di Suriname il 25 novembre 1975. Dall'8 settembre 1977 ha anche ricoperto la carica di Vice primo ministro e Ministro della giustizia, in sostituzione di Dries van Agt.
Ritornò al suo mandato senatoriale pochi giorni dopo e si rifiutò di unirsi al primo governo di coalizione di Van Agt. Allo stesso tempo, riprese a insegnare alla VU, fino al 1979.
È diventato membro dell'Appello Cristiano Democratico (CDA) nell'ottobre 1980, non è stato rieletto senatore nel giugno 1981. Il 20 agosto, tuttavia, è stato scelto come informatore dalla regina Beatrice per consentire a Dries van Agt di rimanere al potere con il sostegno del Partito del Lavoro. Le discussioni trattate rappresentano un successo e riferisce su ciò il 1º settembre. Nove giorni dopo vine formato il gabinetto Van Agt II .

### Vita privata
Di fede cristiano riformatrice, è sposato e ha cinque figli. Dopo che suo figlio Bas de Gaay Fortman è entrato in politica nel Partito Politico Radicale (PPR), ha ricevuto il soprannome di "Papa Gaay".